# Dieter Fuchs (Fußballspieler)
Dieter Fuchs (* 19. Oktober 1940 in Weißwasser) ist ein ehemaliger deutscher Fußballspieler, -trainer und -funktionär.

## Sportliche Laufbahn

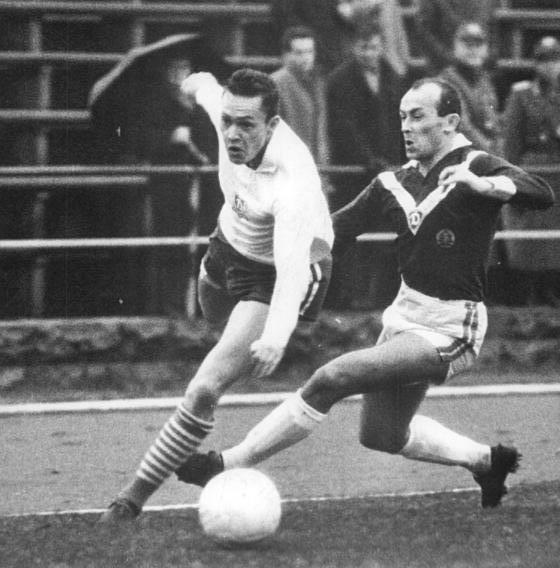
Fuchs (links) im Duell mit Wolfgang Pfeifer von der SG Dynamo Dresden (rechts) während des Spiels zwischen dem SC Dynamo Berlin und der SG Dynamo Dresden im Dynamo-Stadion im Sportforum am 25. November 1964.

Fuchs spielte bei Chemie Weißwasser und ab 1959 beim SC Dynamo Berlin. Von 1961 bis 1963 spielte er für die SG Dynamo Hohenschönhausen in der zweitklassigen DDR-Liga. Ab 1963 war er wieder in der Oberligamannschaft des SC Dynamo Berlin. Der Abwehr- und Mittelfeldspieler spielte bis 1966/67 insgesamt in 20 Erstligapartien für die Weinroten. 1967/68 gehörte er zum Kader der 1. Mannschaft des BFC in der Liga, der durch den Sieg in der Nordstaffel den sofortigen Wiederaufstieg ins ostdeutsche Oberhaus realisierte, wozu Fuchs mit einem Treffer in acht Spielen beitrug.

## Berufliche Laufbahn
Er wurde Diplomsportlehrer, 1970 schloss Fuchs am Deutschen Pädagogischen Zentralinstitut in Berlin eine Doktorarbeit ab, der Titel seiner Dissertation lautete „Die Territorialplanung des berufsvorbereitenden polytechnischen Unterrichts in den Klassen 9 und 10“. Seine Arbeit wurde mit Magna cum laude bewertet.

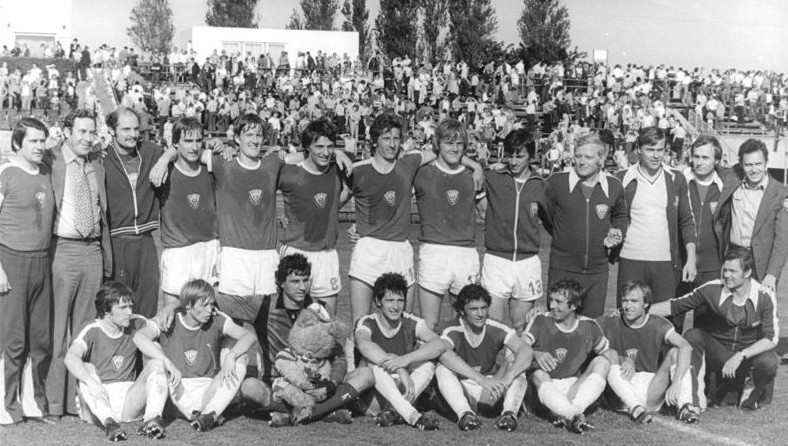
Dieter Fuchs (Erster von rechts in der oberen Reihe) mit der Meistermannschaft des BFC Dynamo (1979)

Fuchs war in der Abteilung Leistungssport der Sportvereinigung Dynamo als Arbeitsgruppenleiter tätig, 1977 trat er beim BFC Dynamo das ungefähr einem Manager entsprechende Amt des Cheftrainers an. Zusätzlich war er beim Deutschen Fußball-Verband (DFV) stellvertretender Generalsekretär, Chefverbandstrainer (1983 bis Juni 1986) und Vorsitzender des DFV-Trainerrates. Laut Der Spiegel wurde später Fuchs abgestraft, als er in Mexiko „beim Whiskytrinken mit einem Klassenfeind entdeckt“ wurde.
1987 wurde Fuchs Trainer des DDR-Ligisten Rotation Berlin und betreute die Mannschaft in den Spieljahren 1987/88 sowie 1988/89. Nach dem Ende der Deutschen Demokratischen Republik war Fuchs Geschäftsführer des FC Berlin, Nachfolgeverein des BFC Dynamo. Fuchs war von August 1990 bis Juni 1995 Manager und Geschäftsführer des FC Berlin und danach ein Jahr lang ehrenamtlich tätig. Fuchs war im Herbst 1995 auch kurzzeitig Interimstrainer des FC Berlin, bevor Werner Voigt nach der Entlassung von Helmut Koch das Amt des neuen Trainers übernahm.